# Choplifter HD
Choplifter HD é um jogo desenvolvido pela inXile Entertainment e lançado em 2012–2013. É um remake poligonal 3D do jogo Choplifter de 1982 de Dan Gorlin. A inXile contratou Gorlin como consultor de design para o jogo. Como no jogo original, os jogadores voam em missões em um helicóptero, derrotando inimigos e resgatando pessoas. Inicialmente lançado para Windows, Xbox 360 e PlayStation 3, o jogo foi posteriormente portado para dispositivos Ouya e Android. Choplifter HD foi elogiado por permanecer fiel ao original, mantendo a jogabilidade pela qual a série era conhecida, mas foi criticado por seu alto nível de dificuldade.

## Jogabilidade
Os jogadores assumem o papel de piloto de helicóptero para um esquadrão de resgate de elite conhecido como Operações Coordenadas de Helicóptero, Preservação e Resgate (C.H.O.P.R.). O jogo mantém os mesmos objetivos básicos do Choplifter original, incluindo a jogabilidade clássica de rolagem lateral, mas agora apresenta gráficos poligonais 3D. Choplifter HD oferece três campanhas principais e 30 missões diferentes, juntamente com um nível de tutorial. O jogador completa missões pilotando o helicóptero em território hostil enquanto foge ou destrói inimigos e gerencia o suprimento de combustível esgotado do helicóptero, que pode ser reabastecido na base do helicóptero ou em depósitos de combustível espalhados por todo o nível. As missões geralmente envolvem pegar e deixar vários passageiros. Os novos recursos incluem passageiros que podem morrer e estão associados a um cronômetro, bem como inimigos zumbis. Os níveis agora apresentam inimigos em primeiro plano, que só podem ser derrotados enfrentando-os diretamente. Os jogadores também podem desbloquear helicópteros aprimorados coletando estrelas em cada missão. Três modos de dificuldade estão disponíveis, com as dificuldades mais altas tornando os inimigos mais difíceis de derrotar e fazendo com que o combustível do helicóptero se esgote mais rapidamente.

## Desenvolvimento
O jogo foi anunciado em março de 2011 para lançamento no PlayStation 3 (via PlayStation Network) e Windows. Um lançamento do Xbox Live Arcade foi confirmado em junho seguinte. O fundador da inXile, Brian Fargo, era fã do Choplifter original, tendo jogado o jogo no Apple II. O designer do jogo original, Dan Gorlin, atuou como consultor de design para Choplifter HD, e Fargo creditou a Gorlin contribuições como "conectar o piloto aos reféns resgatados de uma maneira significativa".
Originalmente programado para ser lançado no outono de 2011, o jogo foi adiado para um lançamento de inverno, com a Konami assinando para publicar a versão do Xbox Live Arcade.

## Recepção
Choplifter HD recebeu "críticas mistas ou médias" em todas as plataformas, de acordo com o site de agregação de críticas Metacritic. Vários críticos, como Maurice Tan da Destructoid e Sean Evans da GameSpot, elogiaram o jogo por sua fidelidade ao jogo original, mas foram criticados por sua dificuldade, particularmente o fogo implacável de inimigos, que Ryan Winterhalter da 1Up.com comparou ao de um atirador de bullet hell. Enquanto Evans opinou que a dificuldade do jogo impedirá os jogadores de jogar mais, Winterhalter chamou Choplifter HD de "o jogo ideal para perfeccionistas com talento para a autoflagelação". Apesar disso, alguns críticos sentiram que a dificuldade aumentou a diversão do jogo, com Christian Donlan da Eurogamer chamando-o de "agradavelmente punitivo" e Mitch Dyer da IGN comentando que "frustrações são raras em Choplifter HD porque sua preocupação constante é que você está se divertindo".